# Port lotniczy Howard
Port lotniczy Howard – jeden z panamskich portów lotniczych, zlokalizowany w mieście Balboa.